# Дру Мичел
Дру Мичел (енгл. Drew Mitchell; 26. март 1984) је професионални аустралијски рагбиста, који тренутно игра за троструког шампиона Европе Рагби клуб Тулон.

## Биографија
Дру Алан Мичел је висок 182 цм и тежак 92 кг и најчешће игра на крилу, мада повремено игра и на позицији број 15 - аријер (енгл. Full back). Док је живео у Аустралији, професионално је играо за тимове Квинсленд Редс, Вестерн Форс, НЈВ Варатаси у најјачој лиги на свету. 2013. прешао је у Рагби клуб Тулон за који је до сада одиграо 51 утакмицу и постигао 13 есеја. 2005. је дебитовао за репрезентацију Аустралије и до данас је за "Валабисе" одиграо 66 тест мечева и постигао 32 есеја. Са Аустралијском репрезентацијом је освојио Куп четири нација, а са Тулоном Куп европских шампиона у рагбију.